# Petrit Çeku
Petrit Çeku (Prizren, Kosovo, 1985.), hrvatsko - kosovski gitarist. Petrit Çeku svira na gitari američkog graditelja Rossa Gutmeiera.

## Životopis
Rodio se na Kosovu. U rodnom Prizrenu je stekao prvu glazbenu naobrazbu usuradnji s Luanom Sapunxiuom. Godine 2002. preselio se u Hrvatsku, u Zagreb, gdje je nastavio glazbeno se obrazovati na Muzičkoj akademiji u klasi Xhevdeta Sahatxhije, a potom u klasi Darka Petrinjaka. Diplomirao je 2008. godine. Od 2009. do 2013. godine usavršavao se kod Manuela Barrueca na konzervatoriju Peabody u Baltimoreu (SAD). Ostvario je bogatu glazbeničku karijeru, osvojivši slušateljstvo i glazbenu kritiku. Nastupao je diljem Europe i Sjeverne Amerike sa solističkim recitalima te kao solist u pratnji raznih simfonijskih orkestara: Simfonijskog orkestra Allentowna, Simfonijskog orkestra Baltimorea, Komornog orkestra Češke filharmonije, Orkestra državnog hermitaža St. Petersbuga, Simfonijskog orkestra Albanske radiotelevizije, a u Hrvatskoj s orkestrima poput Zagrebačke filharmonije, Dubrovačkog simfonijskog orkestra te Simfonijskog orkestra HRT-a. Redovno svira s poznatim ansamblom Zagrebačkim solistima te gitarskim triom Elogio.

## Nagrade
Hrvatska glazbena mladež dodijelila mu je 2005. godine nagradu Ivo Vuljević. 2008. u Hrvatskoj je nagrađen godišnjom nagradom Mladi glazbenik godine koju dodjeljuje Zagrebačka filharmonija. Pobijedio je na natjecanju Ferdo Livadić koje se održava u sklopu festivala Samoborska glazbena jesen.
Osvojio je devet prvih nagrada na međunarodnim gitarskim natjecanjima. Ističu se natjecanje Christopher Parkening u Malibuu (2012., SAD), Schadt u Allentownu (2011., SAD), Maurizio Biasini u Bologni (2011., Italija) te natjecanje Michele Pittaluga u Alessandriji (2007., Italija). 
Sa skupinom izvođača nominiran za nagradu Porin 2019. u kategoriji br. 24 - Najbolji album klasične glazbe.

## Diskografija
- 2008., prva studijska ploča, pod etiketom američke diskografske kuće Naxos.[1]
- 2016.,snimka svih Bachovih čelo suita u aranžmanu Valtera Dešpalja, pod etiketom španjolske kuće Eudora Records.[1]